# Stuckenia pectinata
Espèce
Synonymes
- Coleogeton pectinatus (L.) Les & Haynes
- Potamogeton livingstonei A.Benn.
- Potamogeton pectinatus L.
- Stuckenia pectinata (L.) Börner (préféré par UICN)

Statut de conservation UICN

 LC  : Préoccupation mineure
Stuckenia pectinata (anciennement Potamogeton pectinatus), le potamot pectiné également nommé potamot à feuilles pectinées, est une espèce de plantes aquatiques vivaces et relativement ubiquiste de la famille des Potamogetonaceae.
Dans les eaux courantes, cette plante glabre et très rameuse forme des « chevelures » vertes qui ondulent dans le courant, ou elle peut se développer de manière plus diffuse dans des eaux stagnantes.

## Description

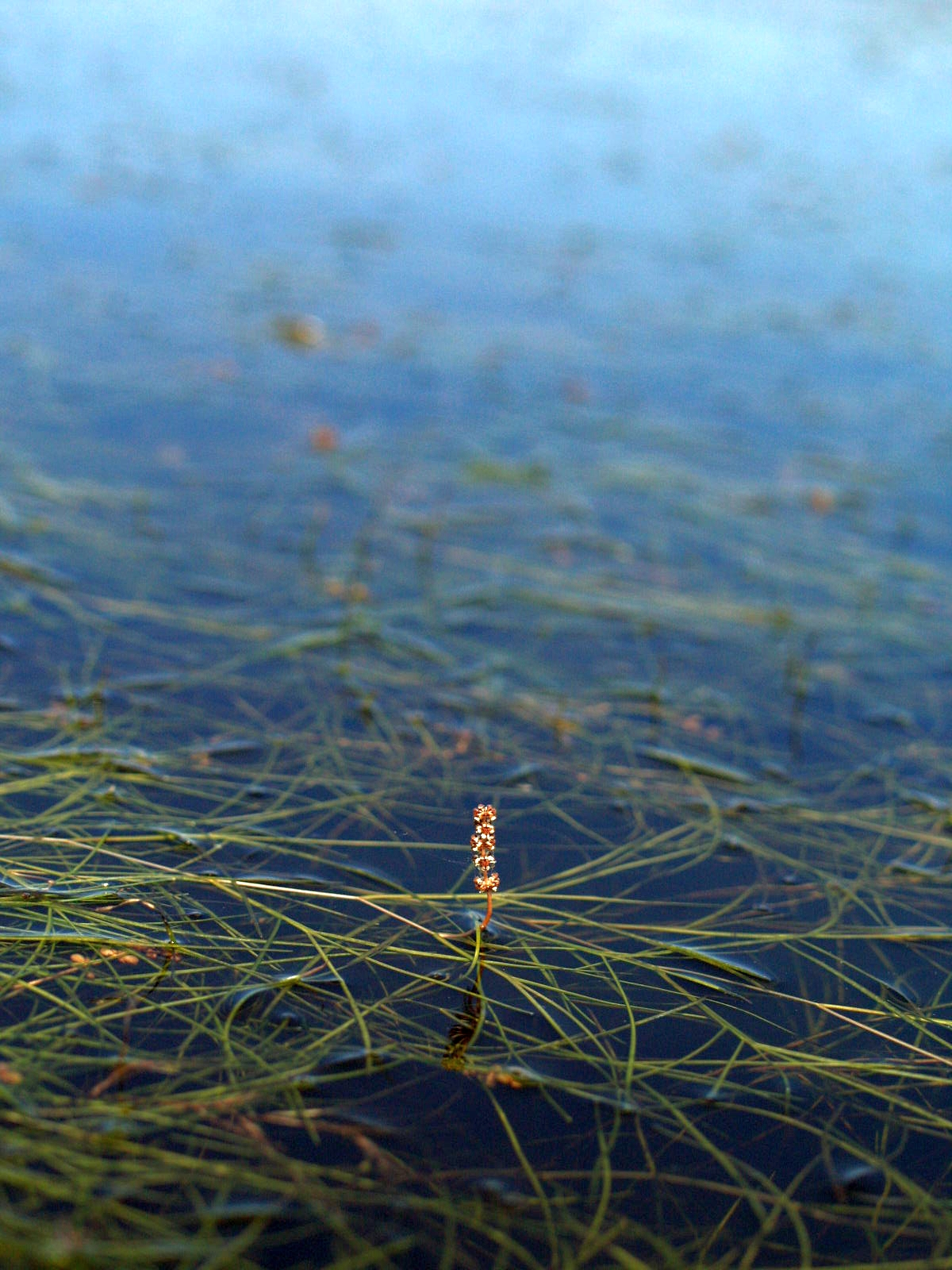
Fleur de potamot pectiné (ici à Vladivostok).

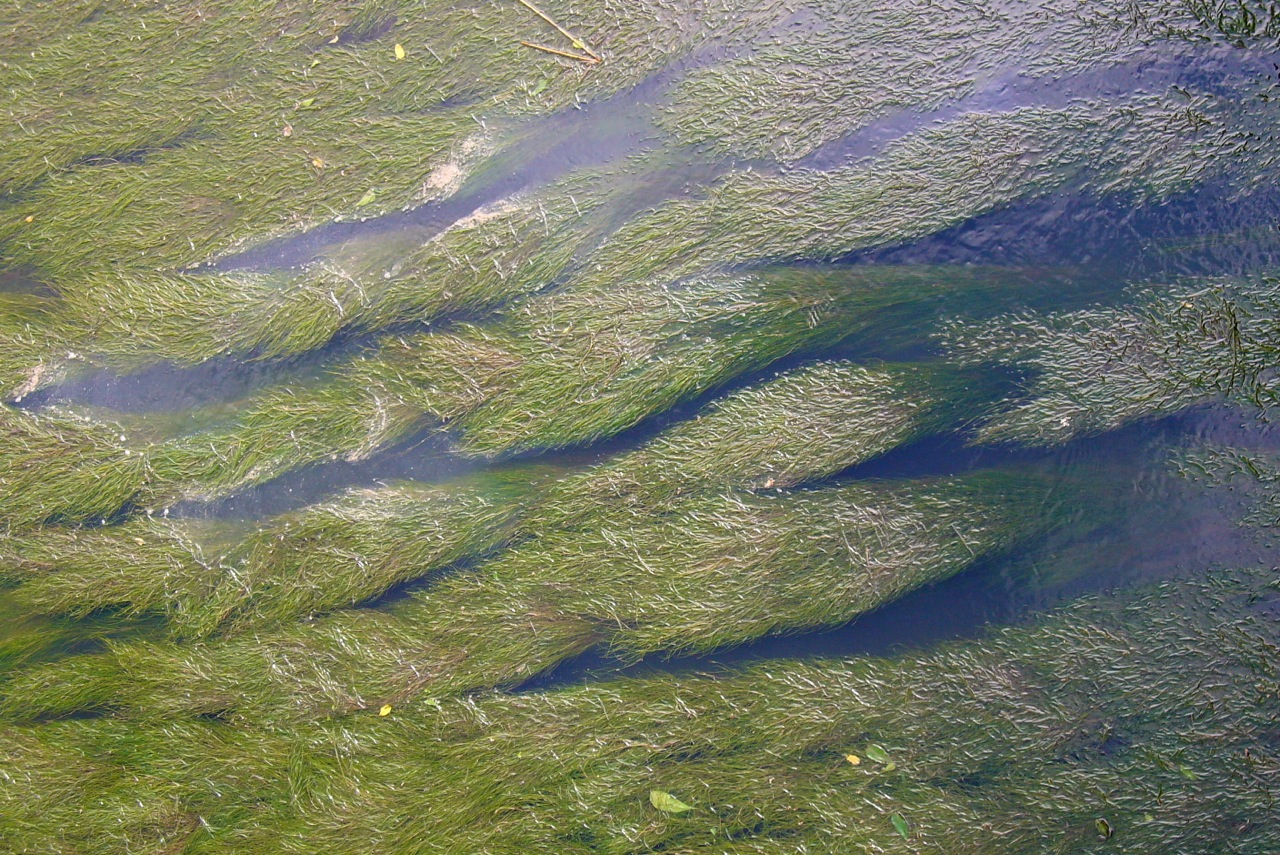
Aspect dans le courant avec faible profondeur d'eau.

Stuckenia pectinata a des « tiges allongées, filiformes, cylindriques, presque parallèles ou étalées en éventail ».
Les feuilles sont nombreuses, longues et très étroites (généralement moins de 2 mm de large et rarement jusqu'à 3 mm) ; Chacune est composée de 2 tubes parallèles minces et elles portent 1 à 5 nervures (« striées en travers »).
La principale différence avec d'autres espèces de potamots à feuilles étroites est que les feuilles sont longuement engainantes à la base (les gaines foliaires sont unies à la base de la feuille ; le stipule rejoint la base de la feuille, et quand il est tiré de la gaine, il s'en détache (comme la ligule d'une gaine d'herbe terrestre). C'est un cas unique chez les plantes aquatiques d'eau douce.
Le pédoncule (la partie qui supporte les fleurs) est fin et rectiligne, plus longs que l'épi (qui atteint 2-4 cm et est formé de 4-5 verticilles écartés). Les fleurs combinées (et d'abord fermées) forment une inflorescence qui peut ainsi s'élever à 2 à 5 cm au-dessus de la surface de l'eau. Elles produiront des fruits (carpelles) qui paraissent gros par rapport aux tiges et feuilles (longs de 3 à 5 mm sur 2 à 3 mm de largeur). Ces carpelles sont « demi-circulaires obovales, à dos très obtus, à bord interne droit, à bec court surmontant le bord interne et paraissant latéral ».
Dans de bonnes conditions, une touffe de Stuckenia pectinata peut atteindre environ 3 m de long.

## Répartition
C'est une plante très cosmopolite qui est trouvée dans les eaux douces de tous les continents (hors Antarctique).
En France, c'est une des plantes aquatiques les plus communes, présente dans presque tout le pays.

## Habitats

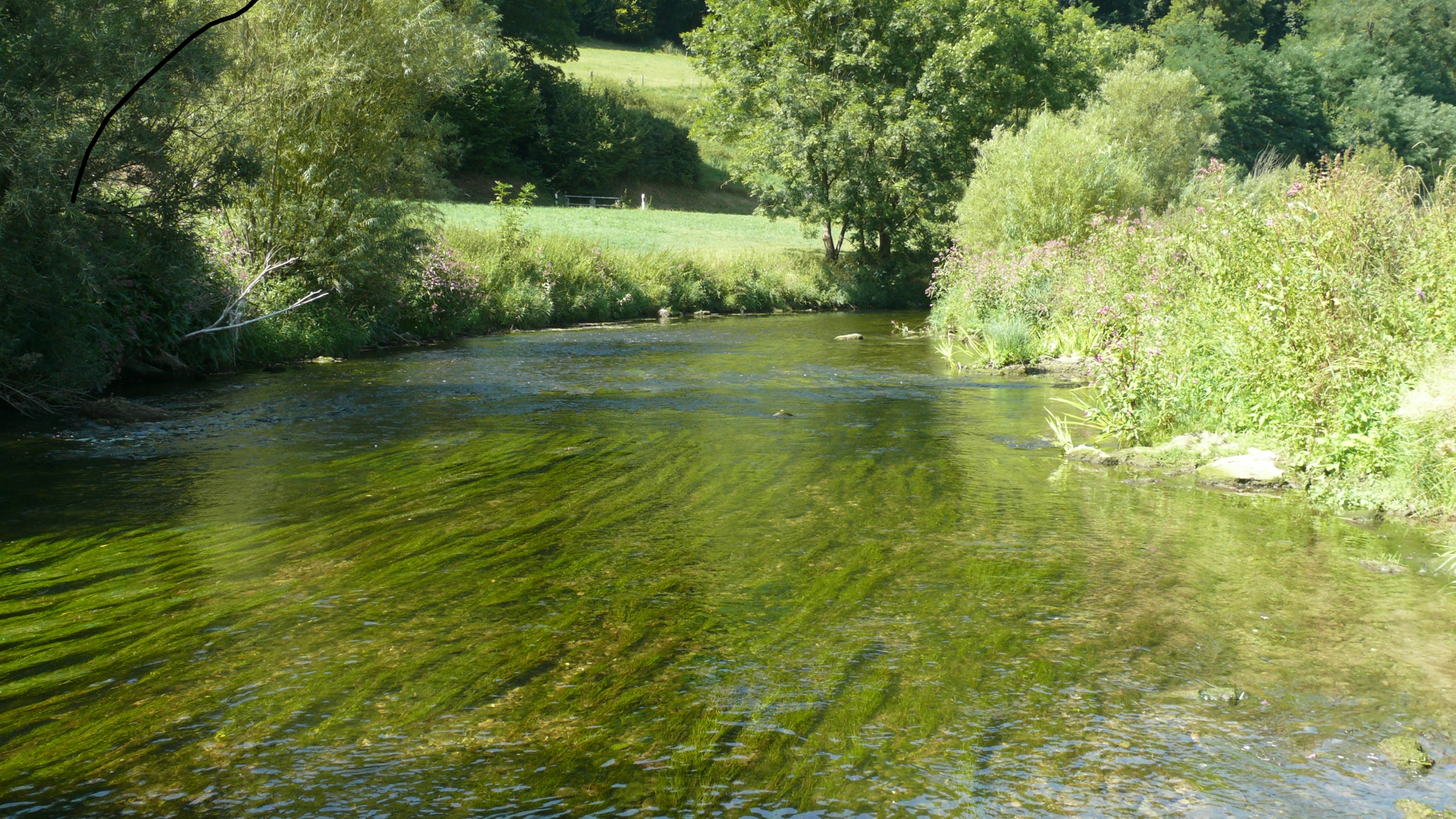
Habitat du potamot pectiné.

Ce potamot apprécie le courant, mais supporte aussi l'ombrage, les eaux turbides, eutrophes et très minéralisées, les fonds vaseux et les eaux lentes ou stagnantes. Il est également présent dans les canaux.

## Biologie
Réserves énergétiques : Des tubercules (de la taille d'un pois, et riches en amidon) se forment sur les rhizomes (qui sont fins ; 2 mm environ d'épaisseur).
Reproduction : Stuckenia pectinata a une tige ramifiée et des feuilles filiformes entièrement submergées (alors qu'il existe des feuilles flottantes chez beaucoup d'autres potamots), mais les inflorescences peuvent gagner la surface et permettre une pollinisation par le vent. Les graines sont flottantes et transportées par le courant. La reproduction peut être à la fois végétative (à partir des tubercules ou de fragments de végétaux) ; et sexuée (via la production de graines). En été elle peut localement former une sorte de canopée dense en surface.
Dispersion : Elle se fait par des rameaux cassés et les graines. Une étude (2010) a observé (dans un canal expérimental) la dispersion de graines (sur quatre types de sédiments différents) et selon une gradation de courants faibles à forts et avec ou sans vagues. Les résultats ont montré que (comme pour Ruppia maritima et le potamot perfolié) les courants, les vagues et la taille des grains de sédiments affectent fortement la dispersion des graines, de même que leur germination si elle survient avant que la graine ait pu s'enraciner (les cotylédons augmentent la pression du courant sur la plante). 
Selon les auteurs, la dispersion primaire de ces plantes est surtout localisée à la zone générale colonisé par leurs parents. Une fois déposée sur le lit d'un cours d'eau ou un sédiment exposé à de faibles courants et/ou des vagues, elles seront emportées plus ou moins loin selon la nature du fond et le dépôt de sédiments (qui peut limiter la dispersion). Dans un milieu en cours de restauration, l'absence de végétation préalable peut rendre les semences plus vulnérables à la prédation et au transport par le courant . Les auteurs notent que les grains de sable tendent à se coller à l'enveloppe de la graine et des radicelles des semis, ce qui pourrait être un mécanisme mis en place lors de l'évolution et de la sélection naturelle, qui minimiserait le risque d'être emporté trop vite et trop loin juste après la germination. Ceci confirme les liens depuis longtemps supposés étroits entre la nature du sédiment, le débit de l'eau, et l'efficacité du semis naturel (ou artificiel) d'espèces angiospermes submergées.

## Ecotoxicologie
Comme beaucoup d'autres plantes aquatiques, dans les cours d'eau et les eaux fermées cette espèce a la capacité d'absorber des métaux lourds et/ou métalloïdes toxiques contenus dans l'eau ou le substrat (principe de bioaccumulation) ce qui fait de ses herbiers un moyen de phytoremédiation précieux.
Comme de nombreuses plantes aquatiques jugées inesthétiques on essaie parfois d'éliminer ses herbiers par des herbicides, non sans risque pour d'autres espèces et l'environnement.

## Images

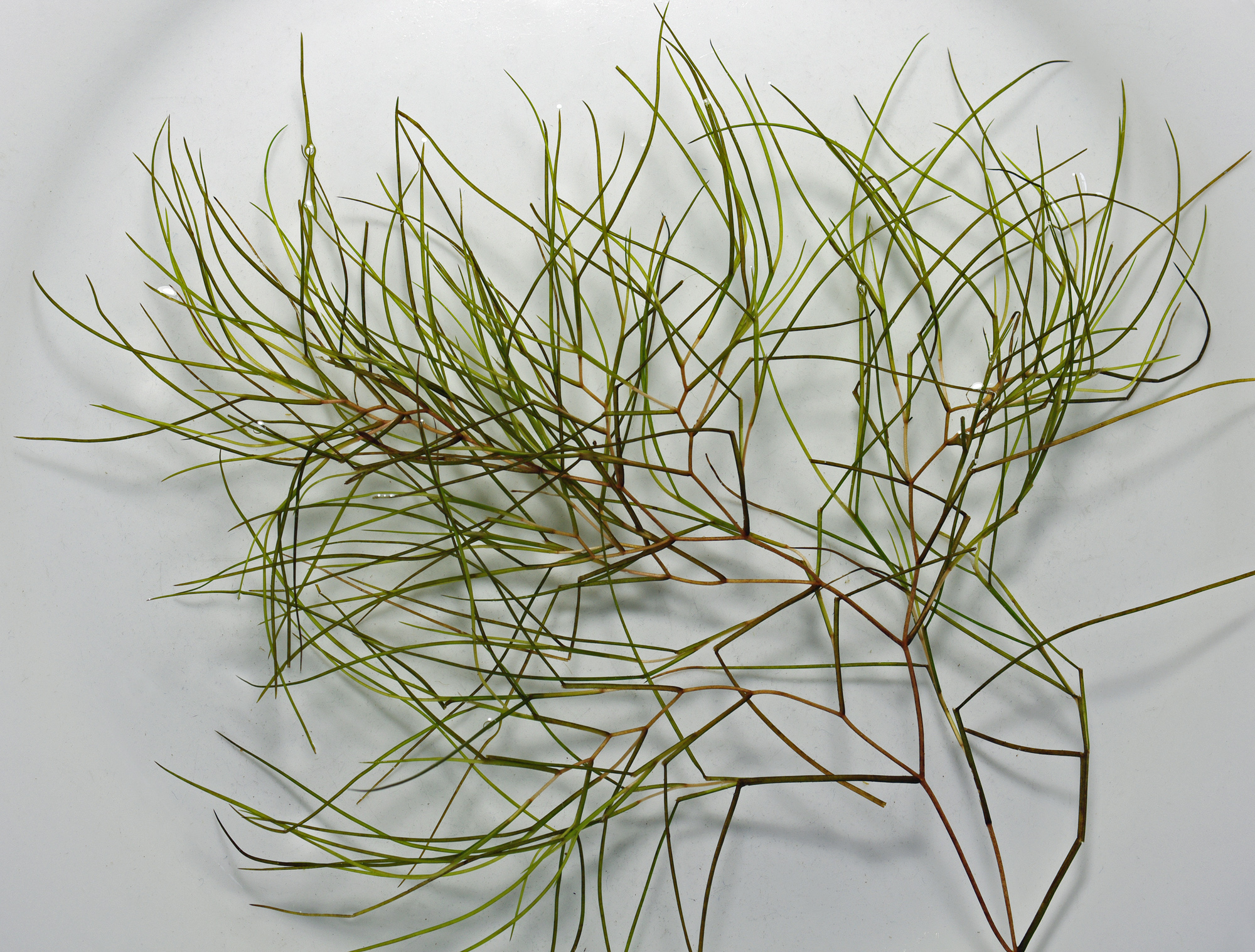
Feuilles et tiges (aspect typique en zigzag).
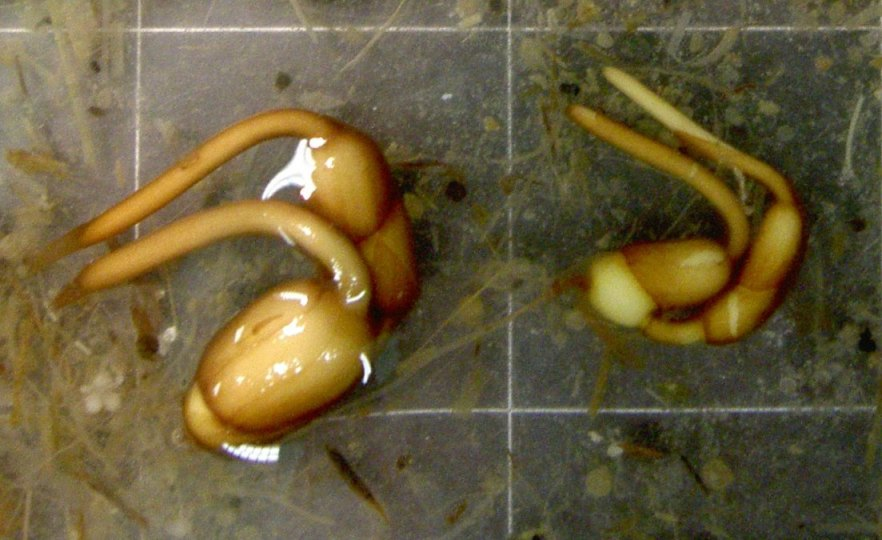
Tubercules.
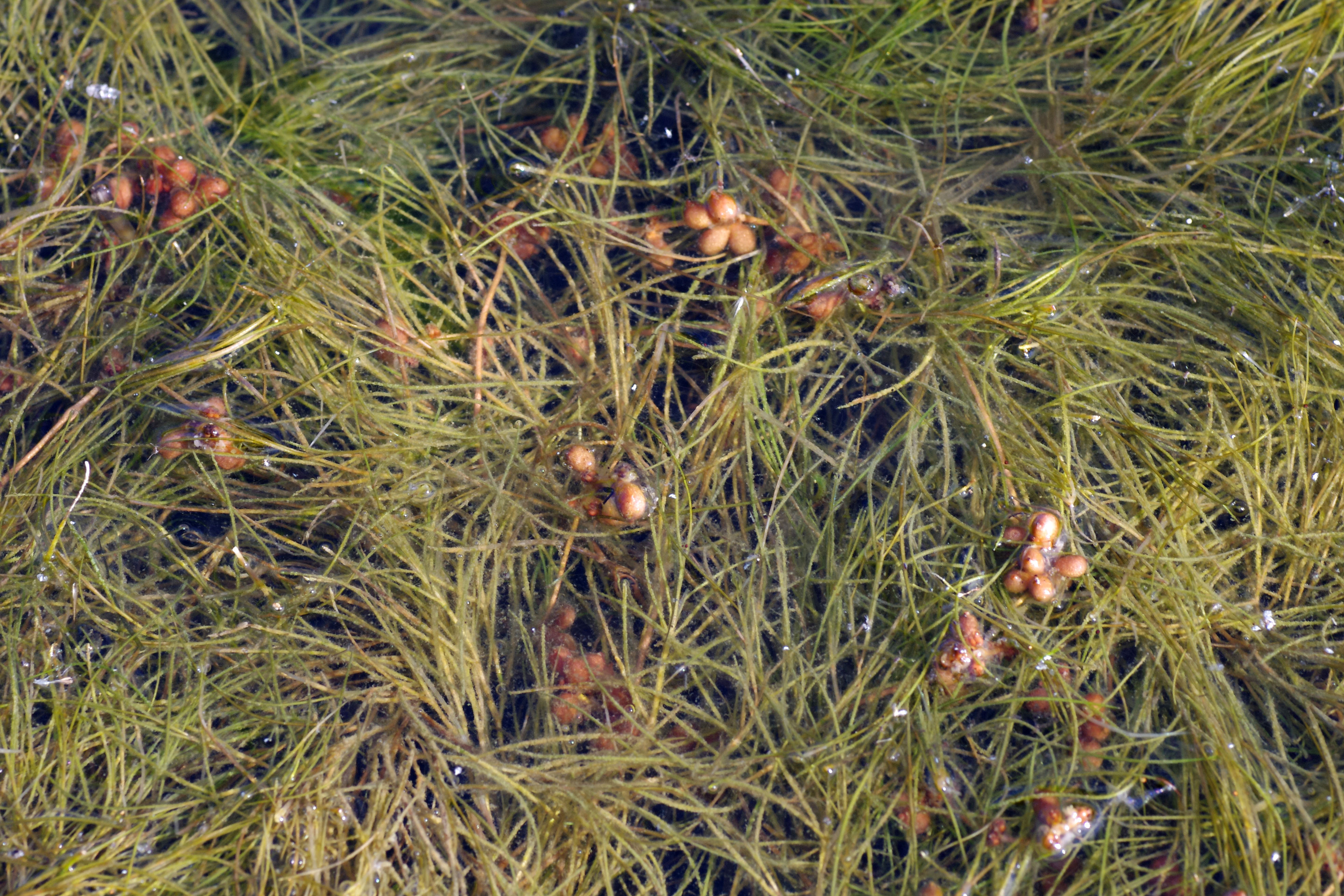
Fruits.
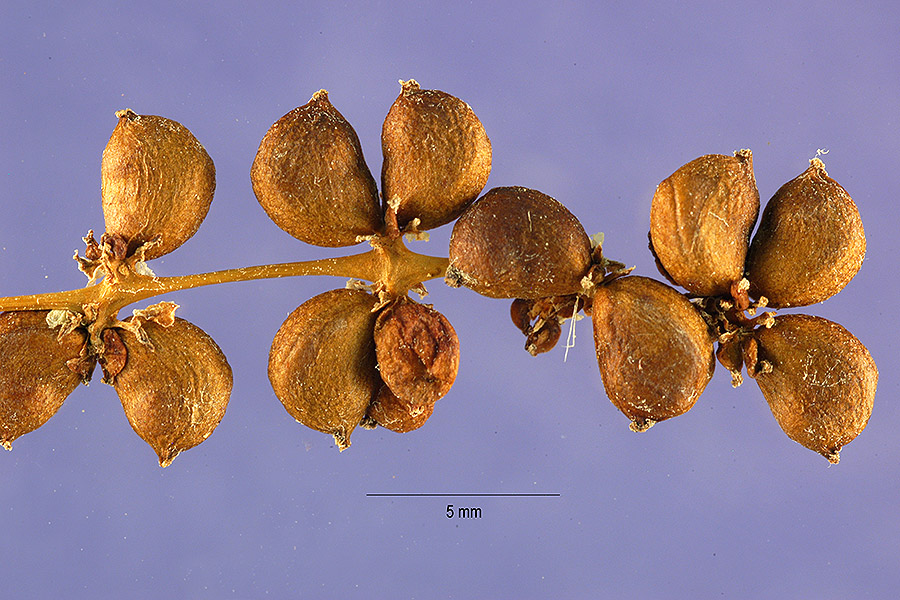
Fruits (carénés avec bec court).
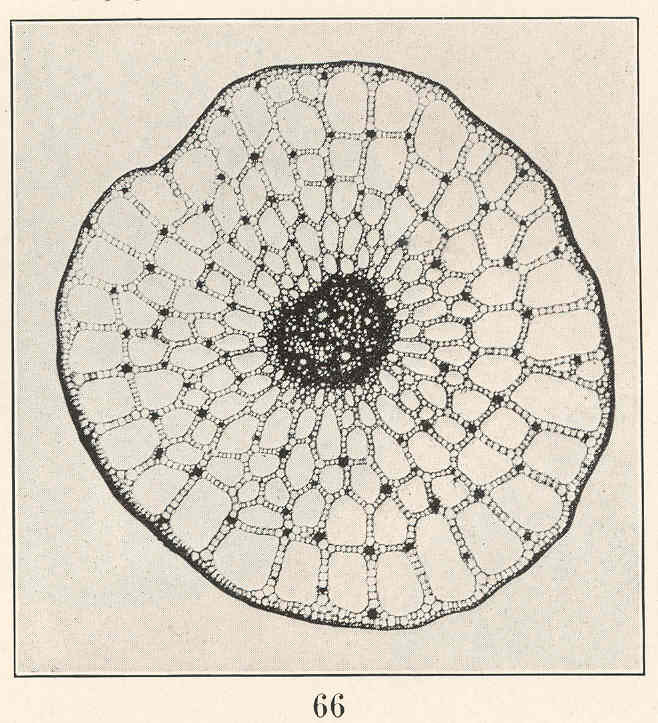
Coupe d'une tige.
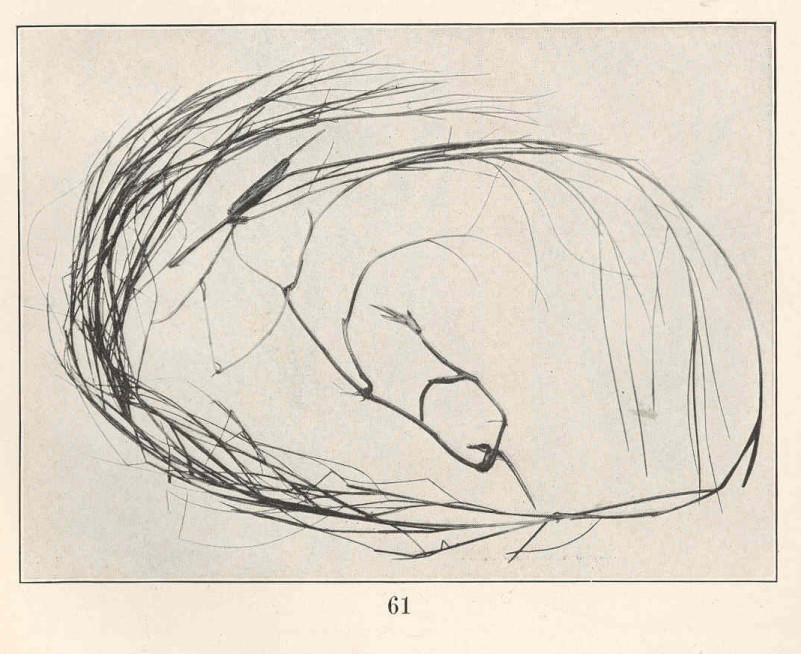
Tige entière.

## Risques de confusion

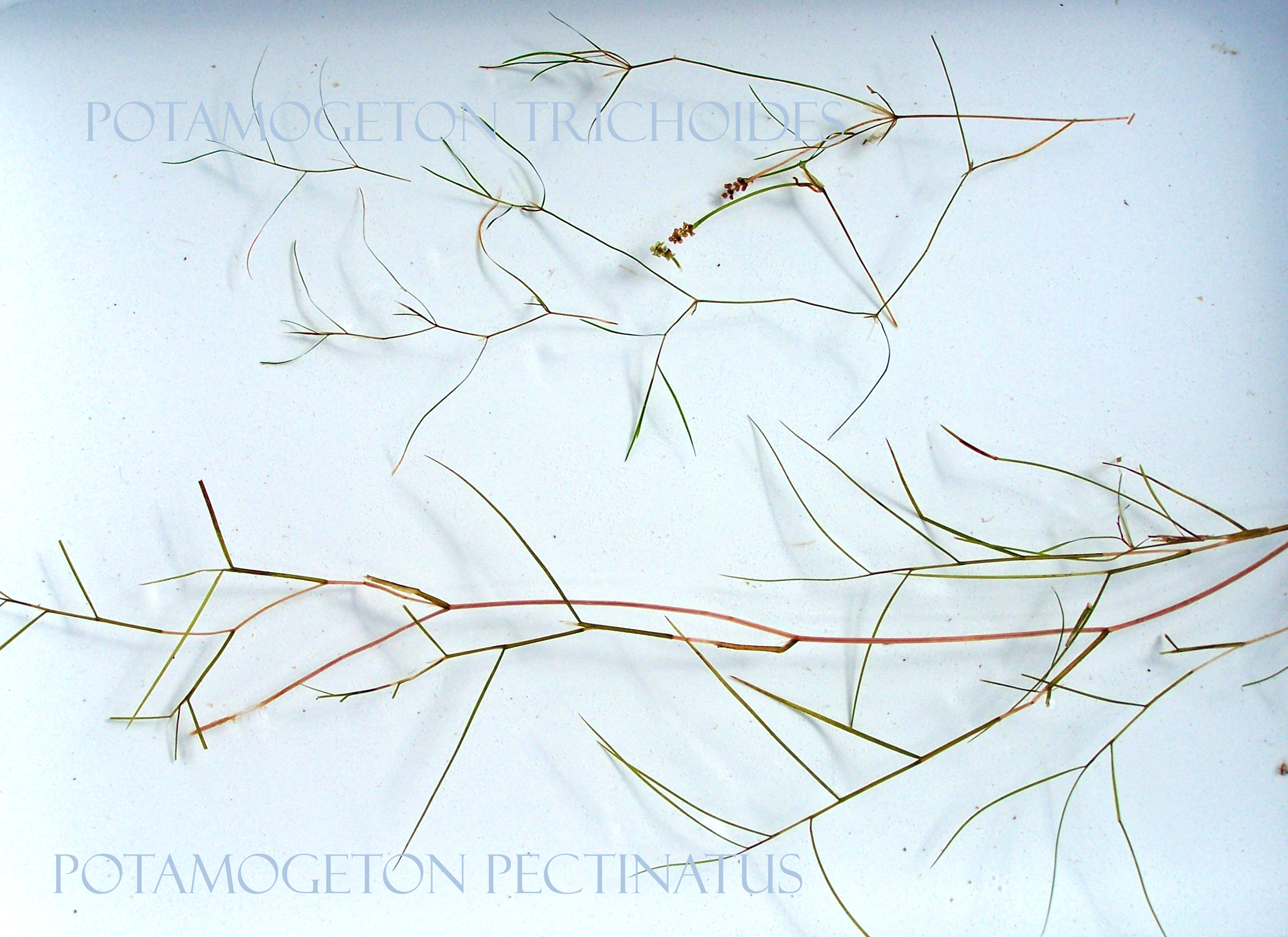
Différences entre Potamogeton pectinatus et P. trichoides.

Cette espèce peut notamment être confondue avec :
- Ruppia sp. (qui peut l'accompagner en milieu saumâtre[8]) ;
- Potamogeton trichoides.